# Bob Grant
Robert St. Claire (Bob) Grant (Hammersmith (Londen), 14 april 1932 - Tewkesbury (Gloucestershire), 8 november 2003) was een Engels acteur, in Nederland vooral bekend door zijn rol als Jack Harper in de televisieserie On the Buses. Ook was hij  te zien in Sparrows Can't Sing (1963) en Mrs. Wilson's Diary (1969). Hij toerde door Australië met het stuk No Sex Please, We're British.
In het echte leven werkte hij ook als buschauffeur, om zijn opleiding aan de Royal Academy of Dramatic Art (RADA) te kunnen betalen. Ook werkte hij als verkoper van diepvriesvoedsel. Grant heeft meerdere malen in het Londense West End gestaan. Hij maakte zijn debuut in 1960.

## Privéleven
Grant volgde twee jaar zijn opleiding aan de Royal Academy of Dramatic Art, na eerst enige tijd als luitenant gediend te hebben bij de Royal Artillery. Hij verscheen jarenlang op vele podia in het Verenigd Koninkrijk, tot in het midden van de jaren 90.
Zijn huwelijk met Kim Benwell in 1971 werd bijgewoond door honderden fans, zo populair was Grant indertijd. Kim bleef met hem getrouwd tot zijn dood in 2003.
Grant, die al jaren depressief was, pleegde zelfmoord en werd dood gevonden in zijn auto. Hij had zichzelf verstikt met uitlaatgassen.

## Filmografie
- Holiday on the Buses (1973) - Jack Harper
- On the Buses televisieserie - Jack Harper (1969-1973)
- Mutiny on the Buses (1972) - Jack Harper
- On the Buses (1971) - Jack Harper
- The Borderers televisieserie - William Peck (Afl., The Quicksalver, 1970)
- The Jugg Brothers (televisiefilm, 1970) - Robert Jugg
- Mrs. Wilson's Diary (televisiefilm, 1969) - George Brown
- Till Death Us Do Part (1969) - Rol onbekend
- Z-Cars televisieserie - Ted Griffin (Afl. Punch Up: Part 1 & 2, 1968)
- Softly, Softly televisieserie - Napier (Afl.', James McNeil, Aged 23, 1967)
- Sparrows Can't Sing (1963) - Perce
- Sir Francis Drake televisieserie - Clements (Afl. The Doughty Plot, 1962)

- Bibsys: 1602157056489
- Bibliothèque nationale de France: cb150935135 (data)
- International Standard Name Identifier: 0000 0004 4457 4647
- Library of Congress Control Number: n80061477
- Nationale bibliotheek van Australië: 36513286
- Nederlandse Thesaurus van Auteursnamen: 353829889
- LIBRIS: 57038
- Virtual International Authority File: 44595848